# Schwimmverein Cannstatt 1898
Lo Schwimmverein Cannstatt 1898, meglio noto come Cannstatt, è una società sportiva di Stoccarda fondata nel 1898 che si occupa di nuoto e pallanuoto.

## Storia
In ambito natatorio, il primo e ad oggi maggior successo del club è dovuto a Otto Fahr, campione del mondo nei 100 e nei 200 m dorso, di cui ha anche detenuto il record mondiale rispettivamente per otto e quattordici anni. Fahr ha anche conquistato l'argento olimpico nei 100 m dorso a Stoccolma 1912
In ambito pallanuotistico la squadra maschile rappresenta una costante della Deutsche Wasserball-Liga, di cui si è laureata campione nel 2006, interrompendo una serie di dodici successi consecutivi dello Spandau, dominatore quasi incontrastato del torneo a partire dal 1979. Nel 1973 il Cannstatt ha conquistato anche la Coppa di Germania, all'epoca alla sua seconda edizione.

## Palmarès

### Trofei nazionali
- Campionato tedesco: 1

2006
- Coppa di Germania: 1

1973